# HCディナモ・モスクワ
HCディナモ・モスクワ（ロシア語: Хоккейный клуб Динамо Москва, 英語:Hockey Club Dynamo Moscow）は、ロシア・モスクワを本拠地としているアイスホッケークラブ。現在はKHLのウェスタン・コンファレンスに所属する。2010年にHC MVDと合併された。 旧ソ連の時代を含め11回の優勝歴を持つ。2012年と2013年のガガーリン・カップ覇者。
ディナモ・モスクワはアイスホッケーの他、サッカー、バスケットボール、女子バレーボールも強豪となっている。 (※FCディナモ・モスクワはシーズン2015/16をロシアプレミアリーグ最下位で終了し、創設以来初めて2部に降格した。 ）

## 沿革
アイスホッケークラブ・ディナモは1946年11月22日に創設された。　ディナモはソ連で最初のアイスホッケークラブでもある。　1946年12月22日、ディナモはクラブとして最初の公式戦を行い、ヴォドニク・アルハンゲリスクに5対1で勝利を収めた。　ソ連リーグの創設最初のシーズン1946/47にディナモはソ連で最初のチャンピオンになった。
ディナモが次にソ連チャンピオンとなったのは1953/54年のことで、この時の監督はディナモのレジェンド、アルカージー・チェルニショフであった。
3回目にリーグ優勝を果たしたのはソ連崩壊直前の1990年のことで、1954年以来36年ぶりの優勝となった。

### ロシアスーパーリーグ
90年代はディナモの黄金期で、1990年から1993年まで4年連続でリーグ優勝を成し遂げる。　1995年にも優勝したが、この時はソ連リーグではなくIHL(インターナショナル・ホッケーリーグ）の優勝だった。
2000年にディナモは5年ぶりのリーグ優勝を達成。この時チームを率いていた監督はかつてディナモの選手だったジネトゥラ・ビリャレディノフであった。
シーズン2004/05は特別なシーズンとなった。NHLのロックアウトのために多くの海外の選手がロシアに渡航し、ロシアリーグに加入した。　デトロイト・レッドウィングスに所属するパーヴェル・ダツュクはディナモに入団し、活躍を見せた。また、この時のディナモにはNHLに移籍する前のアレクサンドル・オベチキンが在籍しており、リーグ優勝を果たす大きな原動力になった。

### KHL
2008年にロシアスーパーリーグを母体としてKHLが発足すると、ディナモはそのままKHLに加入。ウエスタン・コンファレンスに所属し、リーグ全体の強豪としての地位を占める。
- 2010年4月30日、ディナモはホッケークラブHC MVDと合併。チーム名はディナモを引き継いだため、HC MVDは解散した。
- シーズン2011/12と2012/13にガガーリン・カップで2連覇を成し遂げた。
- シーズン2013/14は定期試合を首位で終了したが、プレーオフでは第1ラウンドでロコモティフ・ヤロスラブリに敗れた。
- シーズン2014/15から2016/17は、3期続けてプレーオフの第2ラウンドでSKAサンクトペテルブルクに敗れ、ファイナル進出を逃している。[3]

### KHLの成績
Note: GP = Games played, W = Wins, L = Losses, T = Ties, OTL = Overtime/Shootout Losses, Pts = Points, GF = Goals for, GA = Goals against
| ｼｰｽﾞﾝ   | GP | W  | L  | OTL | Pts | GF  | GA  | ﾃﾞｨｳﾞｨｼﾞｮﾝ順位    | トップスコアラー                                                          | プレーオフ                                                 |
| 2008/09 | 56 | 27 | 17 | 2   | 100 | 184 | 143 | チェルニショフ2位 | Dmitry Afanasenkov (35Pts: 19G, 16A; 56 GP)                               | 準決勝敗退, 2–4 (アクバルス･カザン)                        |
| 2009/10 | 56 | 28 | 16 | 3   | 101 | 166 | 151 | ボブロフ2位       | Mattias Weinhandl (60Pts: 26G, 34A; 56GP)                                 | 準々決勝敗退, 1–3 (HCスパルタク・モスクワ)                 |
| 2010/11 | 54 | 28 | 16 | 4   | 96  | 149 | 131 | ボブロフ1位       | Konstantin Gorovikov (38Pts: 11G, 27A; 54GP)                              | 準々決勝敗退, 2–4 (ディナモ・リガ)                         |
| 2011/12 | 54 | 35 | 15 | 4   | 105 | 144 | 115 | ボブロフ2位       | Marek Kvapil (29Pts: 12G, 17A; 53 GP)                                     | ガガーリン・カップ優勝, 4–3 (アヴァンギャルド・オムスク)   |
| 2012/13 | 52 | 36 | 14 | 2   | 101 | 150 | 115 | ボブロフ2位       | アレクサンドル・オベチキン (40Pts: 19G, 21A; 31GP)                        | ガガーリン・カップ優勝, 4–2 (トラクトル・チェリャビンスク) |
| 2013/14 | 54 | 38 | 11 | 5   | 115 | 171 | 113 | タラソフ1位       | Maksim Karpov (34Pts: 11G, 23A; 48GP) Leo Komarov (34Pts: 12G, 22A; 54GP) | 準々決勝敗退, 3–4 (ロコモティフ・ヤロスラブリ)             |
| 2014/15 | 60 | 41 | 13 | 6   | 123 | 172 | 120 | タラソフ2位       | Kaspars Daugavins(37Pts:22G,15A;56GP)                                     | 準決勝敗退, 1–4 (SKAサンクトペテルブルク)                  |
| 2015/16 | 60 | 35 | 17 | 8   | 105 | 167 | 126 | タラソフ4位       | Tsvetkov Alexey (39Pts:7G,32A;58GP)                                       | 準決勝敗退, 2–4 (SKAサンクトペテルブルク)                  |
| 2016–17 | 60 | 39 | 16 | 5   | 112 | 164 | 111 | タラソフ2位       | Martins Karsums (34 Pts: 16 G, 18 A; 52 GP)                               | コンファレンス準決勝敗退, 1–4 (SKAサンクトペテルブルク)    |

## ファームクラブ
ディナモにはKHL以外にも下記のファームクラブがある。

### HC ディナモ・バラシハ
HC ディナモ・バラシハはKHLのマイナーリーグに当たるスプリーム・ホッケー・リーグ(SHL)に所属する、ディナモ・モスクワのファームクラブである。 バラシハはモスクワ州の東部にある町で、ディナモ・バラシハの本拠地は「アリーナ・バラシハ」である。　シーズン2015/16は定期試合を全26チーム中12位の成績で終了し、プレーオフにも進出した。  2015年12月28日、ディナモ・モスクワの監督だったハリス・ヴィトリンスがシーズン半ばで解任され、ディナモ・バラシハの監督だったセルゲイ・オレーシキンがディナモ・モスクワの監督に就任した。

### HC MVD
HC MVDは20歳以下の選手がプレーするジュニア・ホッケー・リーグ(JHL (ロシア))に所属する、ディナモのファームクラブ。  2010年にディナモと合併して解散したHC MVDと同じ名前だが別のクラブである。MVDとはMinisterstvo vnutrennikh del(内務省)のことであり、かつてディナモが内務省の支援を受けていたことに由来している。　SHLのディナモ・バラシハと同じくバラシハを本拠地とする。シーズン2015/16の成績は中の下といったところで、JHLのウエスタン・コンファレンス15チーム中10位の成績でシーズンを終了し、プレーオフには進めなかった。

## ホームアリーナ
- シーズン2014/15が終了するまではルジニキのスモール・アリーナがホームだった。
- 2015年の春にVTBアイスパレスが完成したため、シーズン2015/16からVTBアイスパレスでホームゲームを行っている。
- SHLとJHLのファームクラブはアリーナ・バラシハをホームにしている。[9] なお、2015年12月11日にKHLのディナモ・モスクワとラーダ・トリヤッティの試合が例外的にバラシハで行われた。[10]

## タイトル

### 国内タイトル
- ガガーリン・カップ:2回

2012, 2013
- ロシアリーグ:4回

1993, 1995, 2000, 2005
- 旧ソ連リーグ:5回

1947, 1954, 1990, 1991, 1992
- 旧ソ連カップ:3回

1953, 1972, 1976

### 国際タイトル
- 欧州チャンピオンズ杯:1回 2006
- スペングラーカップ:3回 1983, 2008, 2009